# Luis Ponce Arenas
Luis Ponce Arenas (Lima, 27 de enero de 1912 - ib. 11 de septiembre de 1980) fue un marino militar peruano, que fue ministro de Marina (1965-1967), y de Gobierno y Policía (1967-1968), durante el primer gobierno de Fernando Belaúnde Terry.

## Biografía
Ingresó a la Escuela Naval como cadete en 1929. Sucesivamente ascendió a alférez (1934), teniente segundo (1938), teniente primero (1940), capitán de corbeta (1944), capitán de fragata (1951), capitán de navío (1958) y contralmirante (1964).
Durante su carrera naval fue comandante del BAP Portillo (1938), segundo comandante del BAP Gálvez (1948), comandante del BAP Rodríguez (1953), comandante del BAP Sechura (1956), comandante del BAP Almirante Grau (1961), comandante general de la base naval del Callao (1964).
En 1960 formó parte de la dotación que condujo al crucero Coronel Bolognesi de Portsmouth al Callao.
El 15 de septiembre de 1965, durante el primer gobierno de Fernando Belaúnde, juró como ministro de Marina, integrando el gabinete presidido por Daniel Becerra de la Flor. El 5 de agosto de 1967 pasó a ser ministro de Gobierno y Policía. Permaneció en dicho cargo hasta el 1 de junio de 1968, cuando se produjo la renovación del gabinete.
En enero de 1968 fue ascendido al grado de vicealmirante.

## Condecoraciones
- Orden al Mérito Naval, tercera clase (Venezuela).
- Orden Militar de Ayacucho en el grado de Gran Oficial.
- Orden al Mérito Naval de España, en el grado de Gran Cruz.
- Orden al Mérito Naval del Brasil en el grado de Gran Oficial.
- Orden Cruz Peruana al Mérito Naval.